# Йохан Кристоф фон Фрайберг
Йохан Кристоф фон Фрайберг (на немски: Johann Christoph von Freyberg, von Freyberg-Eisenberg, von Freyberg und Eisenberg, von Freyberg-Allmendingen; * 28 септември 1616, Алтхайм; † 1 април 1690, дворец Дилинген ан дер Донау) е като Йохан Кристоф фон Фрайберг III княз-пропст на Елванген (1660 – 1674) и княз-епископ на Аугсбург (1665 – 1690).

## Произход и образование
Той е син на фрайхер Каспар фон Фрайберг цу Алтхайм и Ворндорф † 10 август 1648) и съпругата му Анна Регина фон Рехберг († 1659, Елванген), вдовица на имперски фрайхер Йохан Вилхелм фон Рехберг († 1 януари 1614), дъщеря на фрайхер Беро II фон Рехберг († 1623) и Валбурга фон Есендорф († 1613).
На 10-годишна възраст, на 22 октомври 1626 г., той е записан в университета в Дилинген. От 1635 г. той следва в университета в Инголщат.

## Духовна кариера
През 1630 г. той става каноник в Аугсбург и през октомври 1629 г. каноник на княжеското пропство Елванген. През 1642 г. е помазан за свещеник в епископството Аугсбург.
Той е имперски рицар и от 1644 г. имперски фрайхер. От 1641 до 1655 г. е схоластер на княжеското пропство Елванген и след това катедрален декан в Аугсбург, от 1660 г. катедрален пропс. За фамилията си той купува имперското господство Юстинген (днес в Шелклинген).
От 11 май 1660 г. до резигнацията му на 13 април 1674 г. той е княз-пропст на Елванген. Йохан Кристоф преобразува от 1661 до 1662 г. манастирската църква в ранен бароков стил.
От 1661 г. той е администратор, от 18 август 1665 г. до смъртта му през 1690 г, княз-епископ на Аугсбург; помазан е за епископ на 17 април 1667 г. от Каспар Цайлер, вайепископ в Аугсбург. Той въвежда реформи, престроява църкви.
Неговият гроб се намира в капелата Волфганг на катедралата в Аугсбург, която при него е модернизирана в барок.
След него през 1690 г. епископ на Аугсбург става кръщелникът му Александър Сигмунд фон дер Пфалц, петият син на курфюрст Филип Вилхелм фон Пфалц (1615 – 1690).